# Mīāndasteh
Mīāndasteh (persiska: ميان دَستِۀ جَلال اَرزَك, Mīān Dasteh-ye Jalāl Arzak, مياندسته) är en ort i Iran.   Den ligger i provinsen Mazandaran, i den norra delen av landet, 140 km nordost om huvudstaden Teheran. Mīāndasteh ligger 1 meter över havet och antalet invånare är 600.
Terrängen runt Mīāndasteh är platt, och sluttar norrut. Runt Mīāndasteh är det tätbefolkat, med 286 invånare per kvadratkilometer. Närmaste större samhälle är Babol, 11,2 km öster om Mīāndasteh. Trakten runt Mīāndasteh består till största delen av jordbruksmark.